# Hova-Älgarås församling
Hova-Älgarås församling är en församling i Vadsbo kontrakt i Skara stift. Församlingen ligger i Töreboda kommun med en del i Gullspångs kommun i Västra Götalands län och ingår i Töreboda pastorat.

## Administrativ historik
Församlingen bildades 2006 genom sammanslagning av Hova församling i Gullspångs kommun och Älgarås församling i Töreboda kommun. Församlingen utgjorde till 2010 ett eget pastorat för att därefter ingå i Töreboda pastorat.

## Kyrkor

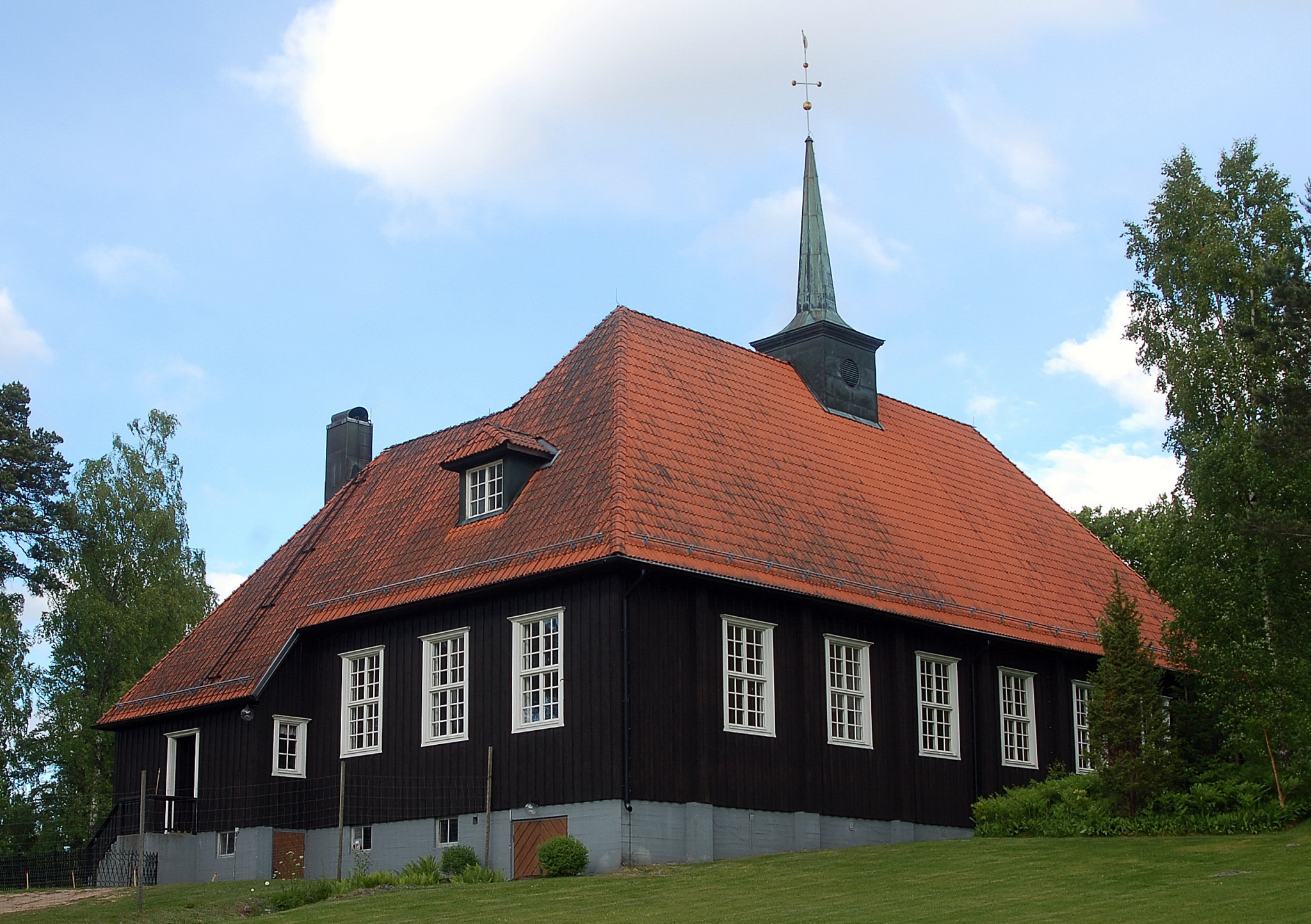
Gårdsjö kyrka
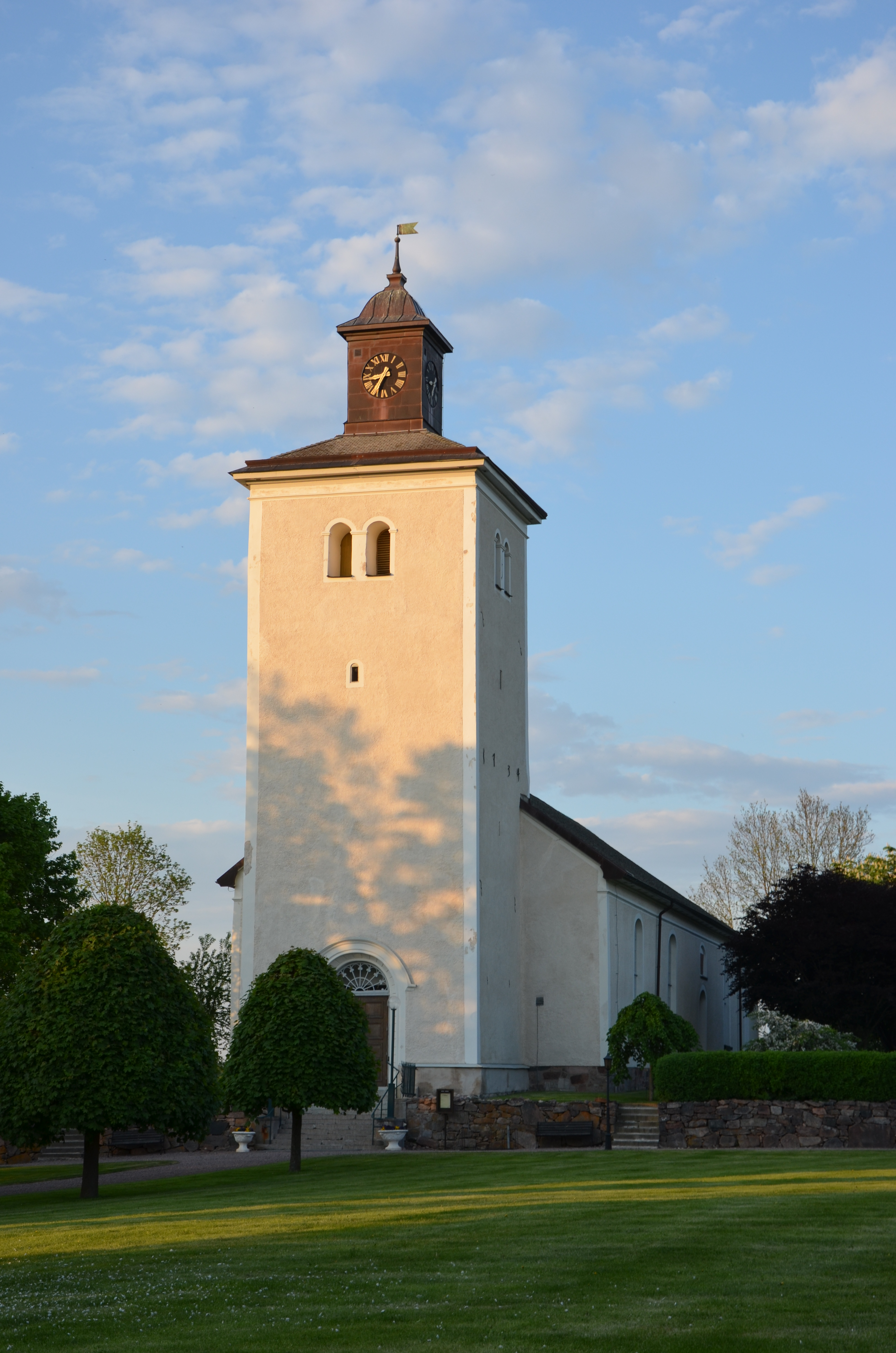
Hova kyrka
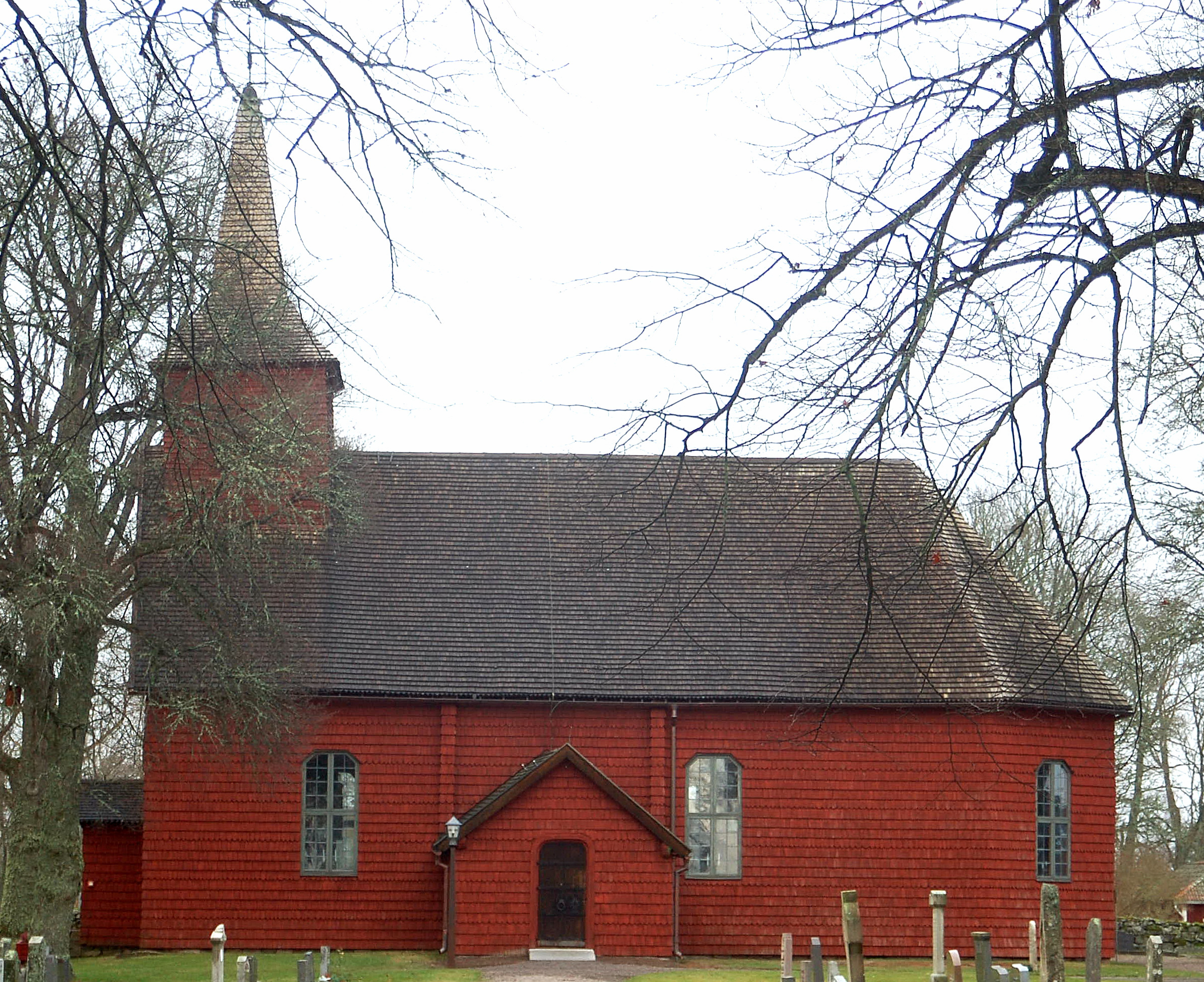
Älgarås kyrka